# Pioneer Total Abstinence Association
A Associação Pioneer de Abstinência Total do Sagrado Coração (PTAA) é uma organização internacional para abstêmios católicos romanos com sede na Irlanda. Seus membros são comumente chamados de Pioneers. Embora a PTAA não defenda a proibição, exige de seus membros a abstinência total de bebidas alcoólicas. Também incentiva a devoção ao Sagrado Coração de Jesus como uma ajuda para resistir à tentação do álcool. Os pioneiros usam um distintivo de lapela denominado distintivo Pioneer com a imagem do Sagrado Coração, tanto para divulgar a organização quanto para alertar os outros a não lhes oferecer bebidas alcoólicas. A associação publica uma revista mensal, The Pioneer.

## História
A PTAA foi fundada em 1898 por James Cullen, em resposta ao alcoolismo generalizado entre os católicos irlandeses enquanto o movimento de temperança anterior do Padre Mathew estava desaparecendo da memória. No século XX, o termo Pioneer tornou-se sinônimo de abstinência entre os católicos irlandeses, e a PTAA influenciou as políticas públicas. Em 1923, Eoin O'Duffy como Comissário da Garda Siochána (Guarda Cívica) encorajou os membros a se juntarem à PTAA e permitiu que Gardaí usasse o distintivo Pioneer em seus uniformes, em isenção a uma proibição geral de símbolos e adornos. As Forças de Defesa da Irlanda também permitem que seu pessoal use o distintivo Pioneer em seus uniformes, um dos dois únicos símbolos civis permitidos para uso em uniforme, sendo o outro o Fáinne. Em 1948, a PTAA reivindicou 360.000 membros. Em 1956, uma Comissão de Inquérito sobre as leis de licenciamento na República da Irlanda foi nomeada pelo Ministro da Justiça, James Everett; a PTAA indicou um dos 22 membros, John K. Clear. Clear concordou com o relatório da maioria da Comissão, que favoreceu a flexibilização das (amplamente desconsideradas) restrições ao horário de abertura de bares introduzidas em 1925, embora a hierarquia católica posteriormente se opusesse à lei resultante.

## Atividade
As crianças católicas romanas na Irlanda que fazem sua Confirmação (normalmente entre 11 e 12 anos) são incentivadas a prometer, ou "fazer a promessa", de não beber álcool até que tenham pelo menos 18 anos (a idade legal para beber na Irlanda). A PTAA participa ativamente neste esforço e incentiva os adolescentes, principalmente em escolas secundárias religiosas, a aderirem à PTAA e a “cumprirem o compromisso”. Apesar desses esforços, o consumo de álcool por menores é comum na Irlanda.
A PTAA não se esforça para simplesmente impedir as pessoas de beber. Também visa criar oportunidades de diversão e atividades sociais sem a necessidade da presença de álcool. Organiza muitas competições, como questionários de mesa, Réadóirí (uma competição de talentos; Réadóirí é a palavra irlandesa para Pioneers) e esportes. Os centros locais (paróquias ou escolas) competem nestas competições a nível regional (contra paróquias locais), diocesano, provincial e de toda a Irlanda. Os Pioneers também realizam dois seminários anuais, um para jovens pioneiros (13-18) e um para pioneiros mais velhos (18+).
A Associação lançou um apelo por fundos de seu site em abril de 2011, em um esforço para evitar o fechamento por causa do endividamento da organização.